# Chiesa e convento di Sant'Anna (Pisa)
La chiesa e convento di Sant'Anna di Pisa si trovano in via Carducci.

## Storia
La chiesa e l'adiacente edificio monastico furono edificati dal 1406 per le monache benedettine: la chiesa fu consacrata nel 1426 e restaurata con il chiostro da Girolamo Ammannati agli inizi XV secolo; nel 1741-47 fu ricostruita completamente dai pisani fratelli Giuseppe e Francesco Melani, architetti e pittori. È stata restaurata tra il 2001 ed il 2002.
Il complesso dal 1668 ingloba la chiesa e il convento di San Girolamo dei Gesuati.
La comunità monastica fu soppressa nel 1786 e l'edificio fu destinato nel 1809 a educandato.
Dal 1975 è sede della Scuola superiore di studi universitari e di perfezionamento; all'istituto fu posta la condizione, al momento della fusione con il Conservatorio di Sant'Anna nel 1987, di mantenere l'intitolazione precedente: ha quindi preso il nome di Scuola superiore di studi universitari e perfezionamento Sant'Anna.
Nel 2017, nel 2019 e nel 2022 ha inoltre ospitato la tradizionale messa dedicata ai nuovi allievi della Scuola Superiore Sant'Anna.

## Descrizione dell'edificio
La chiesa è a aula unica, con dipinti settecenteschi di Tommaso Tommasi, Giuseppe Grisoni e Antonio Luchi.
Nel convento, tracce di affreschi e colonna del XIII secolo; nel chiostro (già del convento di san Girolamo), graffiti e affreschi con la Vita del beato Filippo Gambacorti (XVI-XVII secolo).
In cantoria, sopra l'ingresso principale, si trova l'organo costruito nel 1850 da Nicomede Agati, membro della nota famiglia di organari pistoiesi; l'organo è stato recentemente restaurato dall'organaro Nicola Puccini, restituendolo all'antico splendore e al pubblico di Pisa, che può udirlo in occasione dei concerti promossi annualmente dalla Scuola Superiore Sant'Anna, la cui sede è contigua con la chiesa stessa.
La chiesa si trova a pochi passi dalla chiesa di San Giuseppe, con la quale condivide una facciata a intonaco color pastello simile.

## Altre immagini

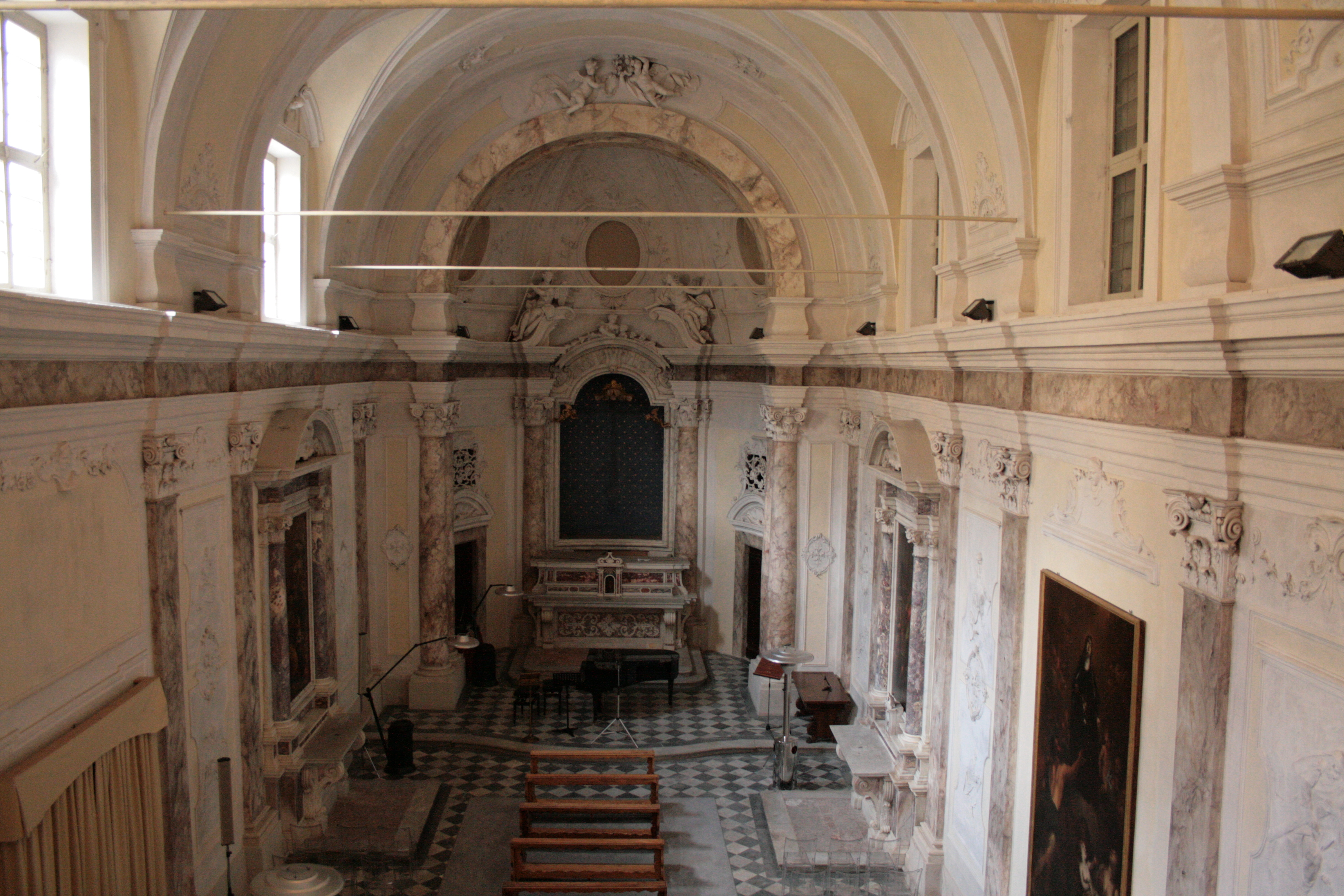
L'interno, dalla cantoria
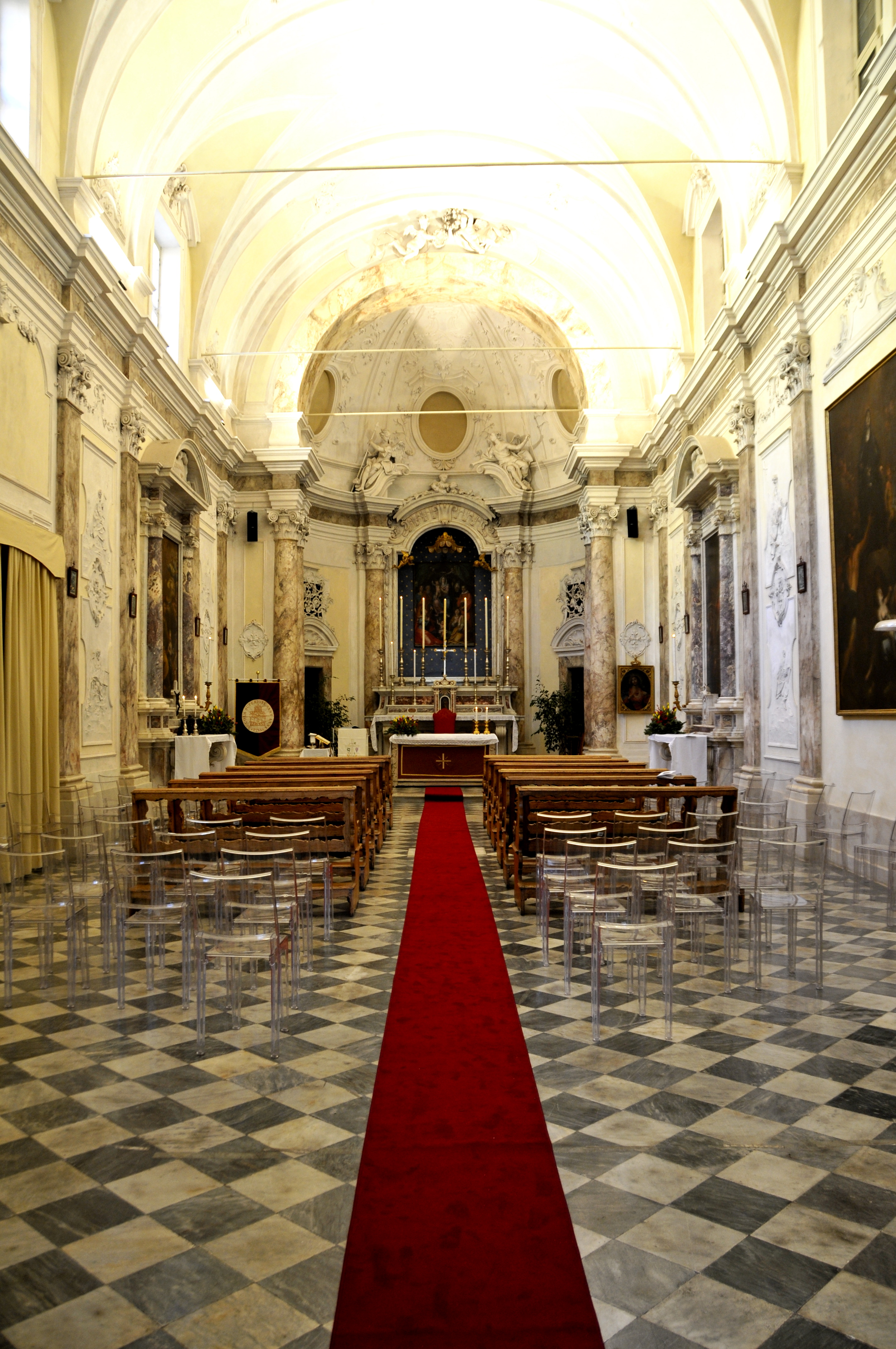
L'interno
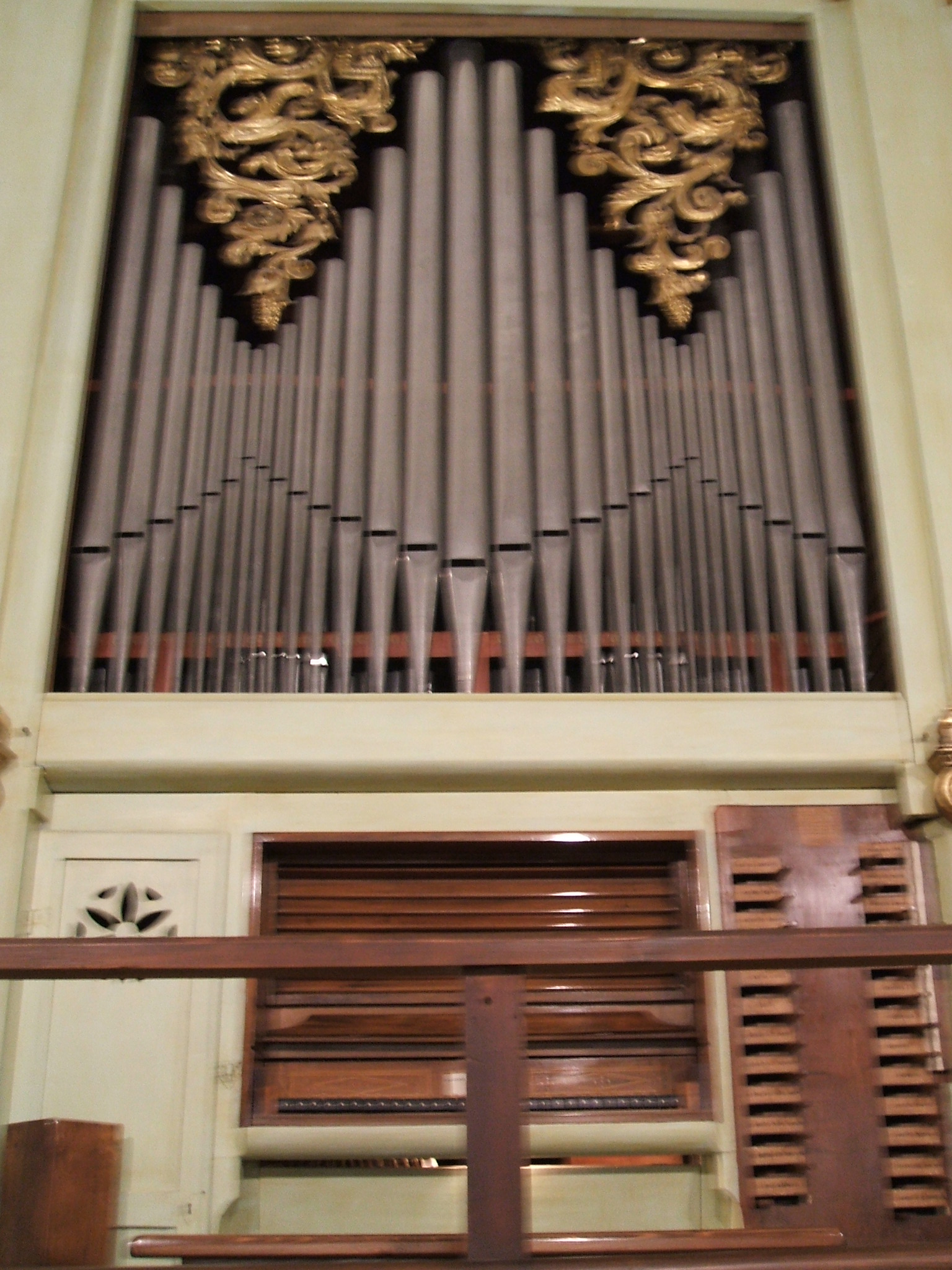
L'organo
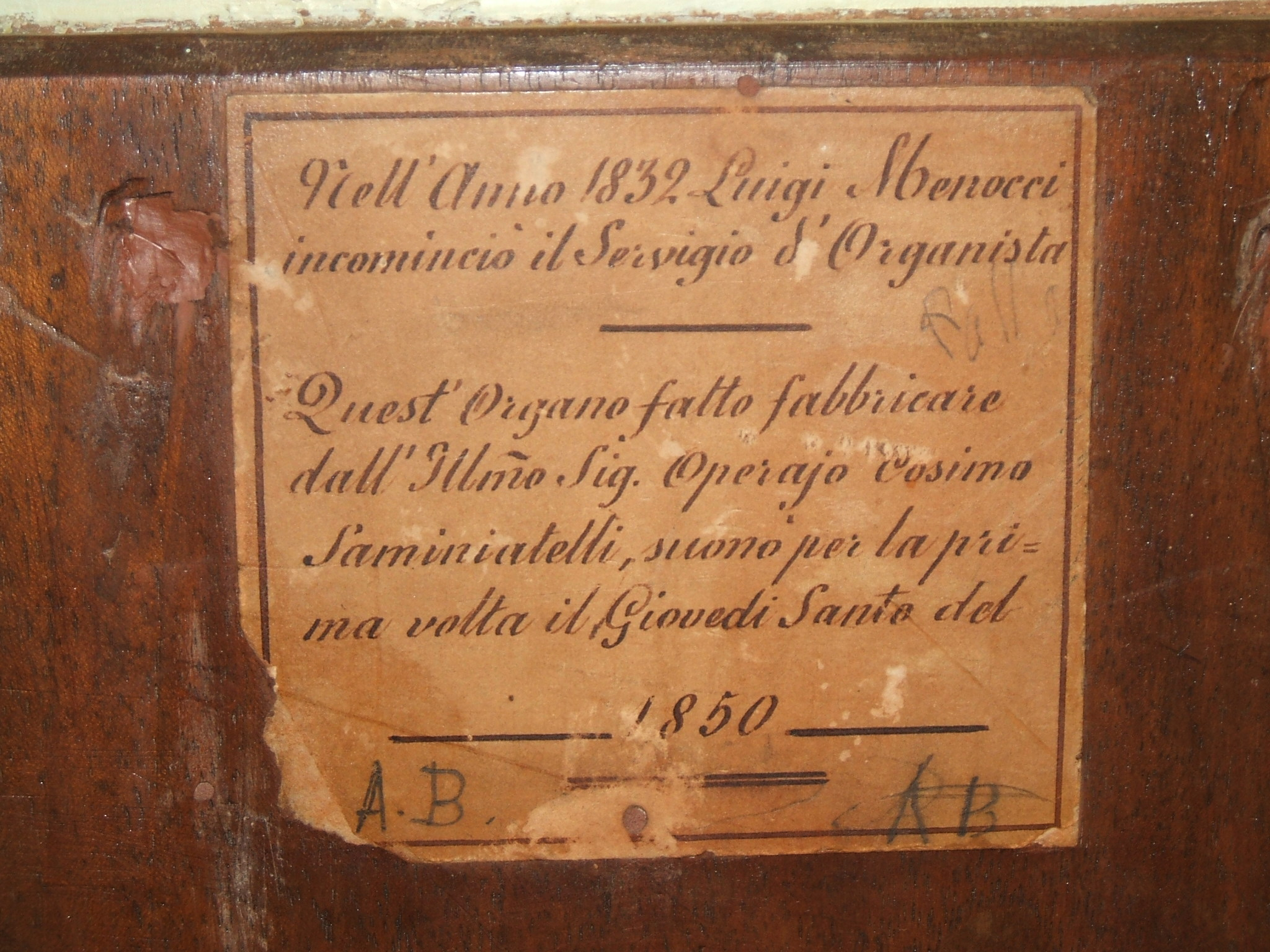
Cartiglio dell'organo